# Dãy núi xuyên Nam Cực
Dãy núi xuyên Nam Cực (tiếng Anh: Transantarctic Mountains (TAM)) bao gồm một dãy núi đá (chủ yếu là trầm tích) nổi lên và kéo dài dọc Nam Cực, xuyên lục địa từ Mũi Adare ở phía bắc vùng đất Victoria đến vùng đất Coats. Những ngọn núi này phân chia đại lục này thành đông châu Nam Cực và tây châu Nam Cực. Chúng bao gồm một số nhóm núi được đặt tên riêng, thường được chia lại thành các dãy núi nhỏ hơn.
Dãy núi này được James Clark Ross nhìn thấy lần đầu tiên vào năm 1841 tại nơi mà sau này được đặt tên là thềm băng Ross để vinh danh ông. Nó lần đầu tiên được vượt qua trong cuộc thám hiểm Nam Cực của Quốc gia Anh (1901–1904).

## Địa lý
Dãy núi này trải dài giữa biển Ross và biển Weddell, toàn bộ chiều rộng của Nam Cực, do đó có tên này. Với tổng chiều dài khoảng 3.500 km, dãy núi xuyên Nam Cực là một trong những dãy núi dài nhất trên Trái Đất. Dãy núi Antarctandes thậm chí còn dài hơn, có điểm chung với dãy núi xuyên Nam Cực, trải dài từ Mũi Adare đến dãy núi Queen Maud, nhưng kéo dài từ đó qua dãy núi Whitmore và dãy núi Ellsworth trên bán đảo Nam Cực. Dãy núi với chiều rộng 100–300 km này tạo thành ranh giới giữa đông châu Nam Cực và tây châu Nam Cực. Tấm băng Đông Nam Cực bao quanh TAM dọc theo toàn bộ chiều dài của chúng ở phía Đông Bán cầu, trong khi phía Tây Bán cầu của dãy được giới hạn bởi biển Ross ở Victoria Land từ Mũi Adare đến eo biển McMurdo, thềm băng Ross từ eo biển McMurdo đến gần Scott Glacier và tấm băng Tây Nam Cực xa hơn.

## Sinh học
Chim cánh cụt, hải cẩu và chim biển sống dọc theo bờ biển biển Ross ở vùng đất Victoria, trong khi ở bên trong dãy núi xuyên Nam Cực chỉ xuất hiện vi khuẩn, địa y, tảo và nấm. Các khu rừng từng bao phủ Nam Cực, trong đó có nhiều cây thông Wollemi và cây sồi phương nam. Tuy nhiên, với sự lạnh dần đi kèm theo sự tan rã của Gondwana, những khu rừng này dần biến mất. Người ta tin rằng những cái cây cuối cùng trên lục địa Nam Cực nằm trên dãy núi xuyên Nam Cực.